# Cuyamaca Community College
Cuyamaca Community College (conocido informalmente como Cuyamaca College) es una universidad de dos años ubicada en Rancho San Diego, cerca de El Cajón, California. Cuyamaca College es parte del Cuyamaca Community College District junto con el Grossmont College. Cuyamaca, al igual que Grossmont pertenecen al sistema del California Community College.
Cuyamaca College está acreditado por la Western Association of Schools and Colleges (WASC), Accrediting Commission for Community and Junior Colleges (ACCJC).